# Macrogyrus leopoldi
Macrogyrus leopoldi là một loài bọ cánh cứng trong họ van Gyrinidae. Loài này được Ball miêu tả khoa học năm 1932.